# EOS Gruppe
Die EOS-Gruppe ist eine Holdinggesellschaft im Bereich Finanzdienstleistungen mit Standorten in 24 Ländern. Schwerpunkt ist das Forderungsmanagement einschließlich Forderungskauf und Inkasso. Die Gruppe mit Hauptsitz in Hamburg gehört zur Otto Group.

## Geschichte

### Von der Gründung bis zur Jahrtausendwende
Keimzelle war die 1974 gegründete Mercator-Inkasso GmbH & Co. KG, eine Ausgründung aus der Rechtsabteilung des Otto-Versand (heute: OTTO). Der Versandhändler hielt damals 75 Prozent der Anteile. Im Jahr darauf firmierte das Unternehmen um und nannte sich Deutscher Inkasso-Dienst (DID), um Verwechslungen mit einem Wettbewerber zu vermeiden. Das Unternehmen entwickelte sich nach Angaben des Otto-Versand rasch zu einem der größten Inkasso-Unternehmen der Bundesrepublik. Schwerpunkt der Geschäftstätigkeit war der Einzug offener Forderungen für den Konzern, zugleich betätigte sich der DID auch für konzernfremde Unternehmen. Der Dienstleister setzte frühzeitig auf intensiven Schriftverkehr, Telefonate mit säumigen Zahlern, den Einsatz von EDV, einen eigenen Außendienst, das Vorantreiben außergerichtlicher Einigungen und die Akquisition konzernfremder Mandate.
1981 gründete der DID die Euro Incasso-Dienst B.V., eine 100-prozentige Tochtergesellschaft mit Sitz im niederländischen Tilburg. 1987 überstieg die Summe der bearbeiteten Forderungen („bearbeitetes Geschäftsvolumen“) 1 Milliarde DM. Mit dem Kauf der Debita AG betrat der DID 1988 den Schweizer Markt. Ab Mitte der 1980er Jahre begann das Unternehmen, notleidende Kredite von Banken aufzukaufen.
In Österreich gründete der DID 1990 den ÖID Inkasso Dienst Gesellschaft m.b.H. (mit Sitz in Wien), an der er 50 Prozent der Anteile hielt. Innerhalb Deutschlands erwarb der DID 1990 die Frankfurter Inkasso GmbH und 1992 die im Genossenschaftswesen aktive Argus Inkasso GmbH (Sitz: Frankfurt am Main). Der Markteinstieg in Großbritannien erfolgte 1993 durch den Erwerb der Collection Agencies PLC (Edinburgh) und der Logic Group PLC (Newcastle); beide Unternehmen verschmolzen acht Jahre darauf. 1993 lag die Zahl der Mitarbeiter im In- und Ausland bei 1.100. Ein Jahr später erwarb der DID die Mehrheit an der Zahnärztekasse AG (Schweiz), 1995 dann in Deutschland ein führendes Unternehmen für das Verlagsinkasso, die Wallstab & Co. KG. 1997 fasste das Unternehmen in Deutschland seine Außendienstmitarbeiter in einer eigenen Gesellschaft zusammen, sie firmierte als Deutscher Kredit-Schutz GmbH (heute: EOS Field Services GmbH). Im Jahr darauf gründete das Unternehmen ein Callcenter, die Deutscher Tele Kredit-Schutz GmbH (heute: EOS Serviceline GmbH), und beteiligte sich mit 35 Prozent an der Mercator Inkasso GmbH. Dieses Unternehmen mit Sitz in Kamp-Lintfort war bereits 1933 in Duisburg gegründet worden, seine vollständige Übernahme erfolgte im Geschäftsjahr 2004/05. 1998 beteiligte sich der DID an der Wirtschaftsauskunftei Bürgel. 1999 akquirierte der DID die Kasolvenzia in Bad Rappenau, die in Ungarn, Tschechien, der Slowakei und Polen präsent war.

### Ab 2000
Im Jahr 2000 entstand CRIF Decisionline, ein Joint Venture mit der italienischen Wirtschaftsauskunftei-Gruppe Crif. Im selben Jahr wurde die EOS Holding gegründet, mit ihr begann die Einführung der Dachmarke EOS. EOS betrat den Markt in den USA mit der Übernahme von Collecto, einem 1992 gegründeten Unternehmen. Im Jahr 2002 überstieg die Zahl der Mitarbeiter die Marke von 2.000. 2003 nahm EOS durch eine Kooperation mit einem lokalen Partner in Rumänien die Geschäfte auf. 2004 gründete EOS ein Spezialunternehmen für ärztliches Inkasso, die EOS Health Honorarmanagement AG, die sich im Laufe der nächsten Jahre vor allem als Dienstleister für Zahnarztpraxen etablierte. Im Juli 2005 erwarb EOS die Mehrheit von Europe Matrix Financial Services S.A. und startete damit seine Geschäftstätigkeit in Griechenland, Bulgarien, Mazedonien und Serbien. Zum Ende des Geschäftsjahres 2005/06 überstieg der Umsatz die 200-Millionen-Euro-Grenze (203,8 Mio. €). Das Geschäftsjahr 2007/08 zeichnete sich durch Markteintritte in Russland, China und den Benelux-Ländern aus. Zugleich stieg EOS beim Adressdienstleister Coxulto (Stuttgart) ein. Am Ende dieser Periode gehörten nahezu 3.500 Mitarbeiter zur Gruppe. 2008 erwarb EOS Inkasso Arena (Schweiz) und Rochester Credit Center (USA). Ende Februar 2009 arbeiteten fast 4.300 Mitarbeiter in EOS-Unternehmen. 2009 folgte der Kauf des spanischen Inkasso-Dienstleisters Acción de Cobro von Banco Pastor. Mit Gründung der EOS Matrix d.o.o. stieg das Unternehmen in den kroatischen Markt ein. Durch eine Mehrheitsbeteiligung an der WCF Finetrading AG erweiterte EOS seine Aktivitäten um den Bereich der Wareneinkaufsvorfinanzierung, ein Geschäftsfeld, das 2017 aufgegeben wurde.
Seit Gründung der TOV EOS Ukraine im Jahr 2010 war das Unternehmen auch in der Ukraine vertreten. Seit April 2011 bietet das Unternehmen seine Dienste ebenfalls in Frankreich an, es übernahm das Inkasso-Unternehmen Credirec. Mit der Absicht, in Kanada Fuß zu fassen, erwarb EOS 2011 ferner das Inkasso-Unternehmen Nor-Don Collection, einen Dienstleister für Banken, Energieversorger und Telekommunikationsanbieter. 2013 übernahm EOS die Inkasso-Einheit der spanischen Banco Popular. Im Geschäftsjahr 2012/13 erwirtschafteten rund 9.000 Mitarbeiter einen Umsatz von mehr als einer halben Milliarde Euro. 2013 kaufte EOS die SAF Forderungsmanagement von der Deutschen Telekom. In diesem Jahr zählten mehr als 50 Unternehmen in mehr als 25 Ländern zur EOS-Gruppe. Im Mai 2015 erwarb EOS die Swisscom-Inkasso-Tochter Alphapay. Ende 2015 veräußerten EOS und Euler Hermes Bürgel an Crif. Seine Marktposition in Frankreich und Belgien stärkte EOS 2016 durch den Kauf von Contentia. Am 1. März 2017 trat Klaus Engberding das Amt des Vorsitzenden der Geschäftsführung der EOS Holding GmbH an. Er löste Hans-Werner Scherer ab, der die Gruppe seit 1998 geführt hatte, zunächst als Sprecher des Vorstands, ab 2003 dann als Vorsitzender der Holding. Ende 2018 veräußerte die Gruppe die Health AG sowie die Schweizer Zahnärztekasse AG an die österreichische Bankengruppe BAWAG P.S.K. Über eine gemeinnützige Tochter (finlit foundation gGmbH) betätigt sich EOS seit Ende 2019 in der finanziellen Allgemeinbildung von Schülern. Ende 2021 wurde EOS Nordamerika an Transworld Systems verkauft. Zum 1. Februar 2022 übernahm Marwin Ramcke die Leitung des Unternehmens. Im Sommer 2022 gründete das Unternehmen eine Tochtergesellschaft in Portugal.

## Gegenwart

### Kunden
Die EOS-Gruppe bietet Finanzdienstleistungen im Bereich Forderungsmanagement an. Die Aktivitäten sind dabei in drei Geschäftsfeldern organisiert: 
Forderungen von Unternehmen an Unternehmen, Forderungen von Unternehmen an Verbraucher, Immobilienbesicherte Forderungen. Nach eigenen Angaben betreut EOS rund 20.000 Kunden. Zu ihnen gehören vor allem Unternehmen des Versand- und des Onlinehandels, des Bankwesens, der Telekommunikationsbranche, Versorger, die Immobilienwirtschaft und die öffentliche Hand.

### Organisation und Standorte
EOS zählt zu den Konzernfirmen der Otto Group. EOS gilt im Konzern als sehr margenstark. Als Grund nannte Gerhard Schick vom Verein Bürgerbewegung Finanzwende hohe Inkassogebühren in Deutschland.
Ende Februar 2023 war das Unternehmen in mehr als 193 Ländern weltweit aktiv, entweder durch eigene Gesellschaften oder Partnerunternehmen.

### Führung und Mitarbeiter
Marwin Ramcke ist seit dem 1. Februar 2022 Vorsitzender der Geschäftsführung. Zum Stichtag 28. Februar 2023 arbeiteten 6.261 Mitarbeiter in Unternehmen der Gruppe.

## Kritik
EOS galt 2013 bei Schuldnerberatern laut Henryk Hielscher von der Wirtschaftswoche „als ein Anbieter, über den es nur wenige Beschwerden gibt“. Gleichwohl kritisiert die Presse die Inkasso-Praxis von Unternehmen der EOS-Gruppe. Diese Kritik bezieht sich auf das Einfordern von Beträgen, die mehrere Jahrzehnte alt sind, auf Forderungen trotz falsch zugestellter Rechnungen oder auf Gebühren, die sehr hoch ausfallen beziehungsweise angezweifelt werden.
Der Bundesverband der Verbraucherzentralen hat im August 2021 eine Musterfeststellungsklage gegen die EOS Investment GmbH vor dem Hanseatischen Oberlandesgericht in Hamburg eingereicht. Laut Verband erzeuge das Unternehmen durch die Beauftragung des Schwesterunternehmens EOS Deutscher Inkasso-Dienst GmbH, also durch sogenanntes „Konzerninkasso“, überhöhte Kosten zulasten säumiger Verbraucher. Das Unternehmen wies den Vorwurf zurück. Das Hanseatische Oberlandesgericht gab der Klage der Verbraucherzentrale am 15. Juni 2023 zunächst statt. Der Bundesgerichtshof hob dieses Urteil jedoch am 19. Februar 2025 auf und wies die Klage als unbegründet ab.

## Weiteres

### Studien über Zahlungsverhalten und Finanzierungswege
Seit vielen Jahren führt EOS Studien zum Zahlungsverhalten in verschiedenen europäischen Ländern durch. Darüber hinaus untersucht EOS die Zahlungsmoral durch den Vergleich gezielt ausgewählter Länder oder das Zahlungsverhalten definierter Gruppen, beispielsweise von Unternehmen in Deutschland.
2003 förderte EOS die Durchführung einer Studie an der Heinrich-Heine-Universität Düsseldorf zu neuen Finanzierungswegen für den Mittelstand. Daraus entwickelte sich ein über mehrere Jahre betriebenes „EOS Finanzpanel“, das die Nutzung verschiedener Finanzierungsinstrumente untersuchte und präsentierte.

### Datendiebstahl 2017
Im April 2017 gelangten rund 33.000 Dateien der EOS Schweiz AG in die Hände der Süddeutschen Zeitung. Es soll sich unter anderem um sensible und illegale Personendaten wie Krankenakten, Briefwechsel und Kreditkartenabrechnungen mit Namen von Gläubigern und Schuldnern, deren Meldeadressen und Angaben über die Höhe ausstehender Forderungen gehandelt haben. Die Zeitung gab an, sie habe die Daten von einem Informanten erhalten. Dieser habe wiederum mitgeteilt, sie seien von Hackern erbeutet worden, die eine Schwachstelle in der Serversoftware genutzt hätten. EOS schloss die Sicherheitslücke und kündigte eine Revision der Abläufe an.

### Interessenvertretung in Verbänden
Die Gruppe ist in vielen Fachverbänden aktiv:
- EOS ist Mitglied des europäischen Inkasso-Verbandes (Federation of European National Collection Associations (FENCA)), Rayna Mitkova-Todorova (Geschäftsführerin von EOS Bulgarien) ist Mitglied im Präsidium dieses Verbands.[99] Sie ist auch Präsidentin des bulgarischen Inkassoverbandes ACABG.[100]
- In Deutschland ist EOS Mitglied im Bundesverband Deutscher Inkasso-Unternehmen (BDIU). Kirsten Pedd, Chef-Syndika des Unternehmens, amtiert seit April 2016 als Präsidentin des Verbands.[101] Sie engagiert sich zudem im Präsidium des Bundesverbands Großhandel, Außenhandel, Dienstleistungen (BGA)[102] sowie im Vorstand des SRIW e. V. (Selbstregulierung Informationswirtschaft).[103]
- Der slowakische EOS-Geschäftsführer Michal Šoltes[104] ist Präsident des Branchenverbandes Association of Slovak Debt Collection Companies (ASINS).[105]
- Der rumänische EOS-Geschäftsführer Georg Kovacs[106] ist Präsident des rumänischen Branchenverbandes AMCC.[107]
- Vladimír Vachel, Geschäftsführer von EOS Tschechien,[108] ist Vizepräsident des dortigen Inkassoverbandes Asociace inkasních agentur (AIA).[109]
- In Frankreich stellt EOS die Ehrenpräsidentin Nathalie Lameyre des Inkassoverbandes Fédération Nationale de l'Information d'Entreprise, de la Gestion de Créances et de l'Enquête civile (FIGEC).[110]